# Onthophagus rugipennis
Onthophagus rugipennis là một loài bọ cánh cứng trong họ Bọ hung (Scarabaeidae).